# Straßenradsport-Weltmeisterschaften 1988
Die Straßenradsport-Weltmeisterschaften 1988 fanden am 28. August im belgischen Ronse statt. Wegen der Olympischen Sommerspiele 1988 wurde lediglich das Straßenrennen der Profis und das Mannschaftszeitfahren der Frauen ausgetragen.

## Renngeschehen
Die Berufsfahrer hatten einen 13,57 Kilometer langen Rundkurs 20 Mal zu bewältigen. In der 16. Runde bildete sich eine Ausreißergruppe, in der auch der Deutsche Rolf Gölz mitfuhr. Diesem und drei weiteren Fahrern gelang es eine Runde später, sich von der Gruppe abzusetzen. In der drittletzten Runde wurden die vier jedoch wieder eingeholt und es bildete sich eine neue Gruppe von 14 Fahrern, die bis zur letzten Runde zusammenblieb. Vor dem Zieleinlauf lösten sich der Belgier Claude Criquielion, der Italiener Maurizio Fondriest sowie der Kanadier Steve Bauer und zogen den Schlussspurt an. Dabei gerieten der Belgier und der Kanadier aneinander und Criquielion stürzte. Nutznießer war Maurizio Fondriest, der dadurch als Erster über den Zielstrich kam. Bauer wurde anschließend disqualifiziert, Criquielion schob frustriert seine Maschine als Elfter über die Linie. Unter den enttäuschten belgischen Zuschauern kam es zu Tumulten. Der Deutsche Hartmut Bölts verpasste mit Platz vier knapp das Siegerpodest. Rolf Gölz, vor dem Rennen als einer der Favoriten gehandelt und danach einer der Aktivsten im Feld, musste sich am Ende mit einem enttäuschenden 68. Platz begnügen, noch hinter seinem Landsmann Andreas Kappes, der auf Rang 50 einkam. Unter den 99 Ausgeschiedenen waren auch die übrigen fünf deutschen Fahrer.

## Ergebnisse

### Profis
| Platz | Athlet                | Land | Zeit              |
| ----- | --------------------- | ---- | ----------------- |
| 1     | Maurizio Fondriest    | ITA  | 7:02:11 h         |
| 2     | Martial Gayant        | FRA  | + 0:27 min        |
| 3     | Juan Fernández Martín | ESP  | + 0:41 min        |
| 4     | Hartmut Bölts         | GER  | alle gleiche Zeit |
| 5     | Mauro Gianetti        | SUI  | alle gleiche Zeit |
| 6     | Ronan Pensec          | FRA  | alle gleiche Zeit |
| 7     | Davide Cassani        | ITA  | alle gleiche Zeit |
| 8     | Laurent Fignon        | FRA  | alle gleiche Zeit |
| 9     | Jaanus Kuum           | NOR  | + 0:46 min        |
| 10    | Allan Peiper          | AUS  | + 0:55 min        |
| 11    | Claude Criquielion    | BEL  | + 1:00 min        |
| 12    | Thomas Wegmüller      | SUI  | + 1:12 min        |
| 13    | Eddy Planckaert       | BEL  | + 1:48 min        |

| Platz | Athlet                     | Land | Zeit              |
| ----- | -------------------------- | ---- | ----------------- |
| 14    | Stefano Colage             | ITA  | alle gleiche Zeit |
| 15    | Manuel Jorge Domínguez     | ESP  | alle gleiche Zeit |
| 16    | Ron Kiefel                 | USA  | alle gleiche Zeit |
| 17    | Rolf Sørensen              | DEN  | alle gleiche Zeit |
| 18    | Acácio da Silva            | POR  | alle gleiche Zeit |
| 19    | Gert-Jan Theunisse         | NED  | alle gleiche Zeit |
| 20    | Jean-Philippe Vandenbrande | BEL  | alle gleiche Zeit |
| 0 …   |                            |      | alle gleiche Zeit |
| 50    | Andreas Kappes             | GER  | alle gleiche Zeit |
| 68    | Rolf Gölz                  | GER  | alle gleiche Zeit |
| 0 …   |                            |      |                   |
| 79    | Edgar Corredor Alvarez     | COL  | + 8:58 min        |

### Frauen
| Platz | Land        | Athletinnen                                                            | Zeit (h) |
| ----- | ----------- | ---------------------------------------------------------------------- | -------- |
| 1     | Italien     | Monica Bandini, Roberta Bonanomi, Maria Canins, Francesca Galli        | ?        |
| 2     | Sowjetunion | Alla Jakowlewa, Nadeschda Kibardina, Svetlana Rojkova, Laima Zilporytė | ?        |
| 3     | USA         | Jeanne Golay, Phyllis Hines, Jane Marshall, Leslie Schenk              | ?        |